# 五千円硬貨
五千円硬貨（ごせんえんこうか）は、日本の硬貨の額面の一つ。記念貨幣としてのみ存在し、材質としては金貨と銀貨が存在する。

## 記念貨幣
| 近代通貨制度150周年記念5000円金貨 |  | 近代通貨制度150周年記念5000円金貨 |
| 近代通貨制度150周年記念5000円金貨 |  |                                   |

### 5000円金貨
- 近代通貨制度150周年記念5000円金貨 - 2021年（令和3年）発行。直径20mm、量目7.8g、品位は純金、周囲は斜めギザ。この貨幣はプレミアム貨幣（貨幣の製造費用が額面価格を超える貴金属製の記念貨幣）であり、76,000円で販売された。

### 5000円銀貨
- 国際花と緑の博覧会記念5000円銀貨★ - 1990年（平成2年）発行
- 裁判所制度100周年記念5000円銀貨★ - 1990年（平成2年）発行
- 議会開設100周年記念5000円銀貨★ - 1990年（平成2年）発行
- 皇太子殿下御成婚記念5000円銀貨☆ - 1993年（平成5年）発行
- 長野オリンピック冬季競技大会記念5000円銀貨 - 図柄は3種類あり。 1997年（平成9年）- 1998年（平成10年）発行。

以上については、直径30mm、量目15g。品位は☆のみ純銀、それ以外は銀92.5%・銅7.5%。周囲にはいずれもギザがあるが、★はギザの上にレタリングを施したものとなっている。

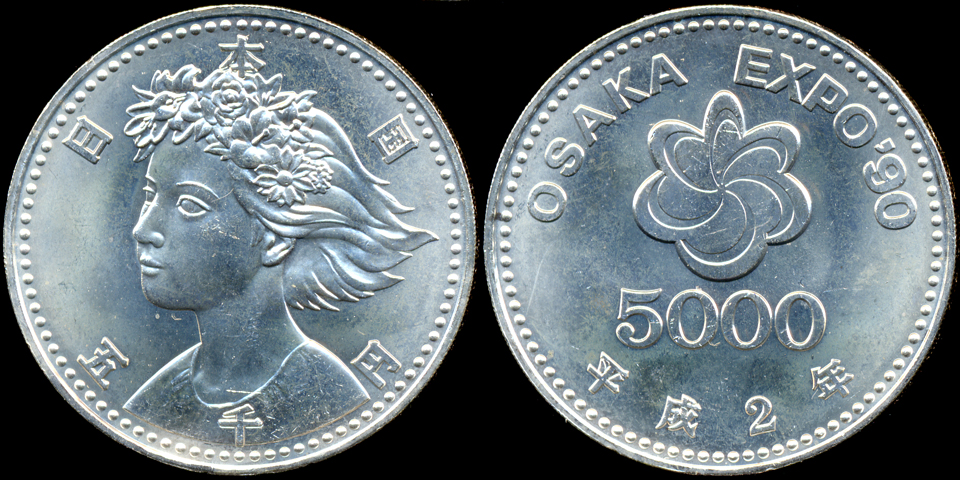
国際花と緑の博覧会記念5000円銀貨
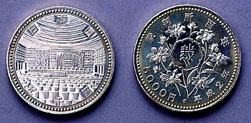
裁判所制度100周年記念5000円銀貨
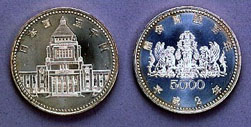
議会開設100周年記念5000円銀貨
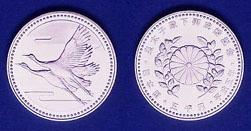
皇太子殿下御成婚記念5000円銀貨
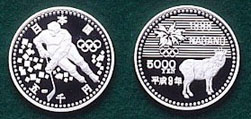
長野オリンピック冬季競技大会記念5000円銀貨（第1次）
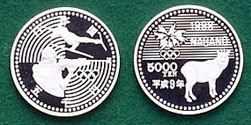
長野オリンピック冬季競技大会記念5000円銀貨（第2次）
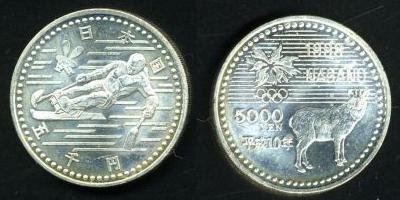
長野オリンピック冬季競技大会記念5000円銀貨（第3次）